# Huj
Pour les articles homonymes, voir HUJ et Huj.
Huj (en arabe : هوج) est un village arabe palestinien situé à 15 km au nord-est de la ville de Gaza. Le village contemporain a été fondé par les Ottomans au début du XIXe siècle mais le site est identifié comme correspondant à l'ancienne localité philistine d'Oga.
Situé dans une zone de collines à la limite nord du désert du Néguev, il a été dépeuplé pendant la Guerre israélo-arabe de 1948-1949.

## Histoire
Des vestiges archéologiques datant de l'âge de fer, des Achéménides et de la période hellénistique ont été trouvés à proximité.
Huj correspond à la ville philistine d'Oga, et est représenté sur la carte de Madaba datant du 6e siècle. Six tombes datant de l'époque byzantine ont été excavées.
On y a également retrouvé des vestiges datant de la période omeyyade.

### Période ottomane
Le village contemporain de Huj est fondé entre 1818 et 1820 à l'instigation de Mustafa Bey, gouverneur ottoman de Gaza et de Jaffa. Il fait construire un poste de police pour assurer la sécurité du village et offre des terres gratuites pour encourager l'installation de membres des tribus bédouines de Gaza. Huj et ses environs étaient jusqu'alors dominés par les tribus Jebarat et Wahaideh, cette dernière avait participé à la rébellion de 1834 contre la domination égyptienne. La rébellion avait été durement réprimée, la plupart des Wahaideh ayant été tués, emprisonnés ou forcés à travailler la terre, tandis que les autres avaient fui la région.
En 1838, Edward Robinson indique que Huj est un village musulman situé dans le district de Gaza. Il note que les maisons sont construites en adobe et que la population se situe entre 200 et 300 personnes, dont la plupart vivent de la céréaliculture et de la panification.
En 1863, l'explorateur français Victor Guérin visite le village. Il y dénombre trois cents habitants. Il indique que les maisons sont de facture grossière, construites en briques de boue. Près du puits, très profond, se trouvent quelques fragments de colonnes antiques en marbre gris-blanc gisant au sol.
Une liste de villages ottomans datant d’environ 1870 indique que Huj compte de 153 habitants, répartis dans 63 maisons,.
En 1883, une enquête menée par le Palestine Exploration Fund décrit Huj comme un "petit village en boue sur un terrain plat. Il a un puits d'environ 200 pieds de profondeur. Il est nommé d'après Nebi Huj".

### Mandat britannique
Des combats opposent les forces ottomanes et britanniques à Huj en 1917 durant la Première Guerre mondiale. Après la victoire de la Grande-Bretagne et l'instauration du mandat britannique en Palestine, Huj s'étend vers l'est et l'ouest. L’eau est fournie par un puits de 61 mètres de profondeur et par d’autres puits situés dans les lits des rivières environnantes. Les habitants cultivent des céréales, des abricots, des figues, des raisins et des amandes.

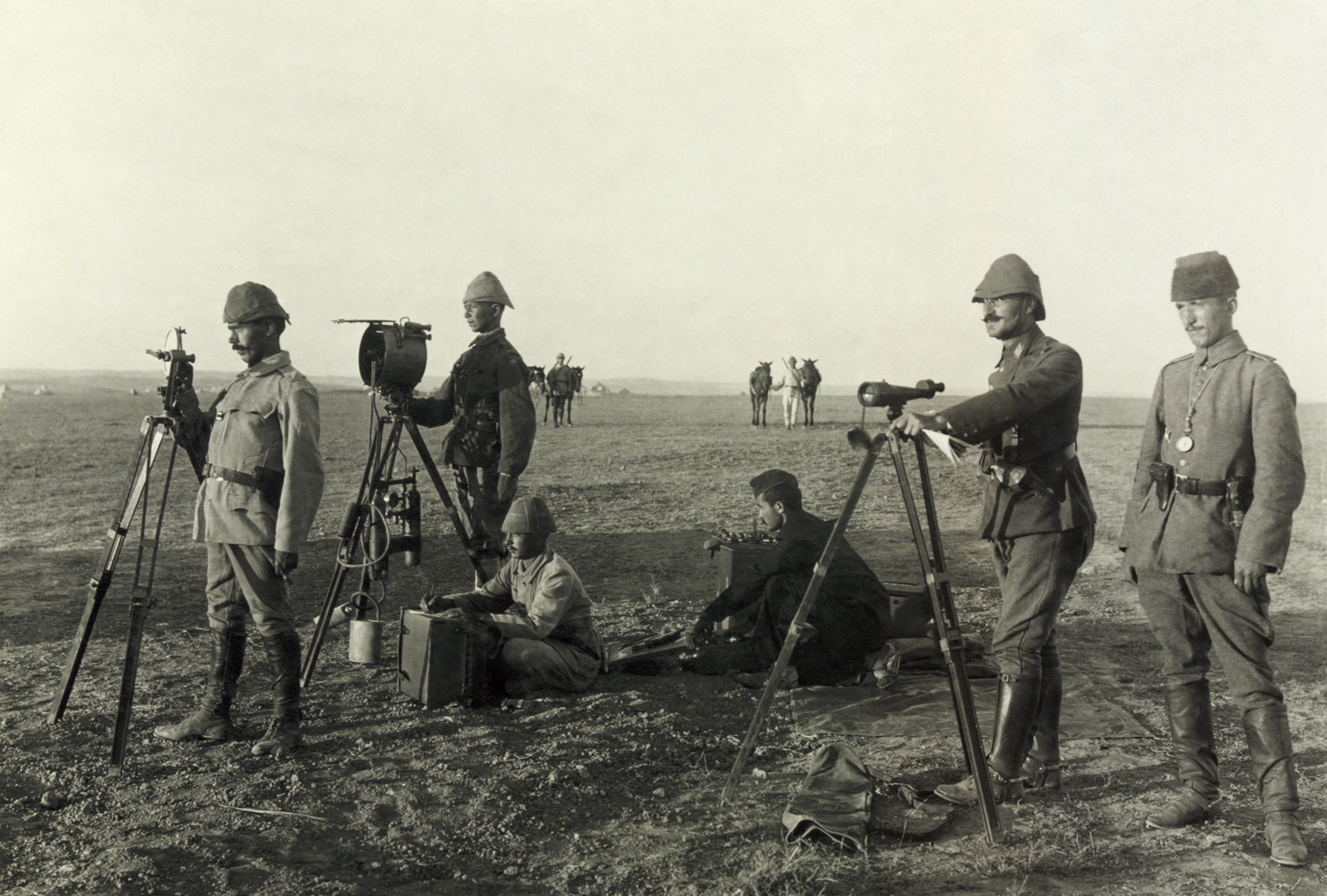
Des soldats ottomans opérant un héliographe à Huj pendant la Première Guerre mondiale, 1917.

Selon le recensement de Palestine de 1922, mené par les autorités du Mandat britannique, Huj compte 426 habitants, tous musulmans, et, d'après le recensement de 1931, 618 habitants, tous musulmans, répartis dans 118 maisons.
Dans les statistiques de 1945, la population de Huj est comptée avec celle du kibboutz Dorot voisin. Les localités ont une population combinée de 810 musulmans et 230 juifs sur un total de 21 988 dounams de terres,. Les Arabes consacrent 93 dounams aux plantations et aux cultures irriguées, 16 236 à la céréaliculture. Le bâti occupe 34 dounams.
Huj entretient une tradition de relations cordiales avec les Juifs : en 1946, des hommes de la Haganah, poursuivis dans le cadre d'une campagne de répression menée par l'armée britannique, trouvent refuge auprès des villageois. Ce n’est qu’après le Plan de partage de la Palestine de novembre 1947 que les relations se détériorent. Le mukhtar et son frère sont abattus par la foule à Gaza qui les accuse de collaborer avec les Juifs,.

### Guerre de 1948 et suites
Après le 15 mai, les armées arabes envahissent la Palestine mandataire. Alors que l'armée égyptienne avance depuis le sud, la Brigade HaNeguev prend la décision d'expulser les villageois de Huj de leurs terres vers la fin du mois. Le 31 mai, ils sont expulsés vers Gaza et leurs possessions sont pillées et leurs maisons détruites à l'explosif. Les dirigeants de trois kibboutzim voisins : Farda, Gavri et Frisch de Dorot, Nir-Am et Ruhama, adresseront plus tard, le 4 août, un courrier de protestation à Ben Gourion concernant le traitement réservé à leurs voisins palestiniens.
En septembre 1948, les villageois de Huj, notant que la région de leur village a retrouvé son calme, demandent à Israël de les autoriser à revenir chez eux. Des dirigeants du ministère des Affaires des minorités, Bechor-Shalom Sheetrit et Yaakov Shimoni, soulignent que les habitants méritent un traitement spécial, en raison de leur loyauté et parce qu'ils n'ont pas fui, mais ont été expulsés. Cependant, le ministère de la Défense israélien décide de ne pas autoriser leur retour,.
En 1992, le site du village est décrit comme suit: "Il ne reste plus qu’un bâtiment délabré, une structure en béton avec des portes et fenêtres rectangulaires et un toit plat. Sa fonction première n'est pas claire. il sert maintenant d'entrepôt à une ferme. On peut également identifier les restes d'un abreuvoir. Des sycomores et des cactus poussent sur les côtés est et ouest du site. Un élevage israélien de moutons a également été établi sur le site.".

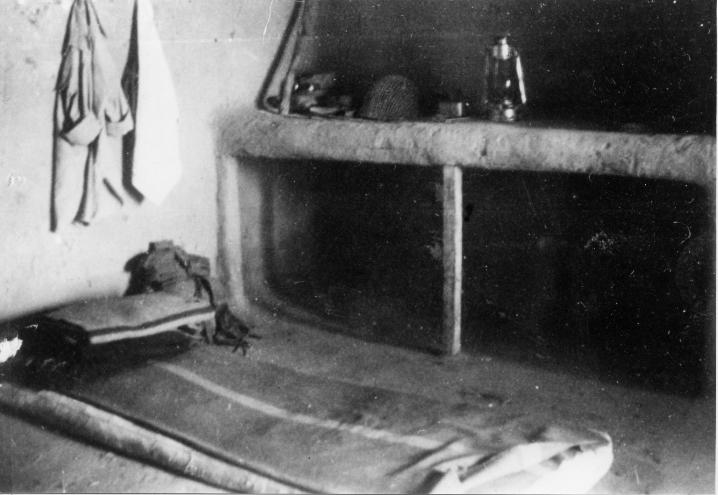
Intérieur d'une maison, 1948
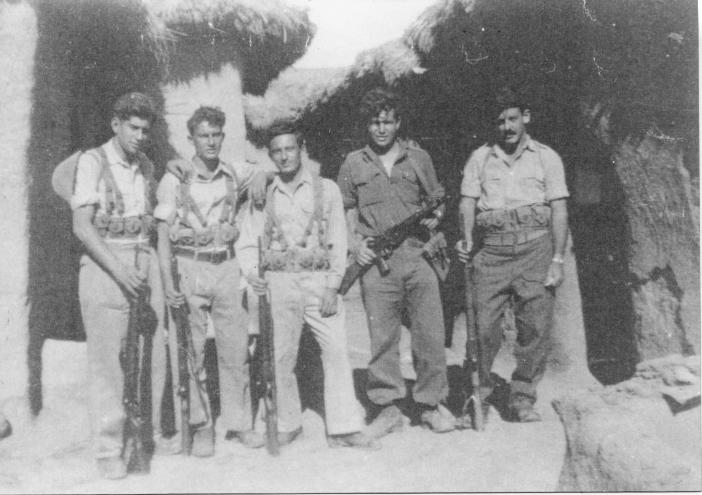
Brigade Yiftah à Huj, 1948
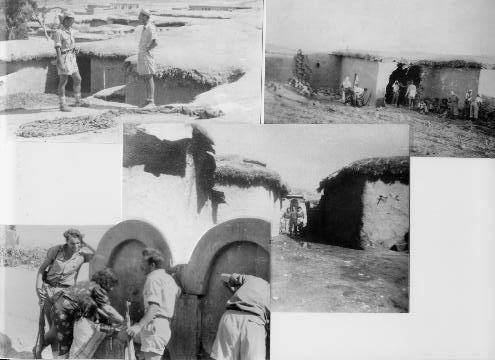
Collage de photos de Huj provenant des archives du Palmach, 1948
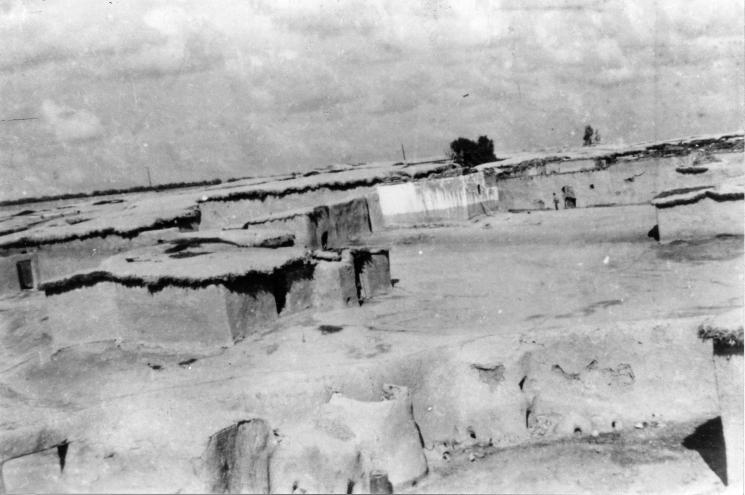
Huj, 1948. Photo des archives du Palmach.
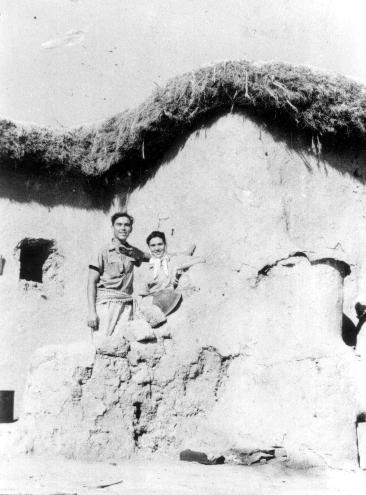
Huj après sa conquête, 1948